# Sinojackia rehderiana
Sinojackia rehderiana är en storaxväxtart som beskrevs av Hu Hsien-Hsu. Sinojackia rehderiana ingår i släktet Sinojackia och familjen storaxväxter. Inga underarter finns listade i Catalogue of Life.

## Bildgalleri

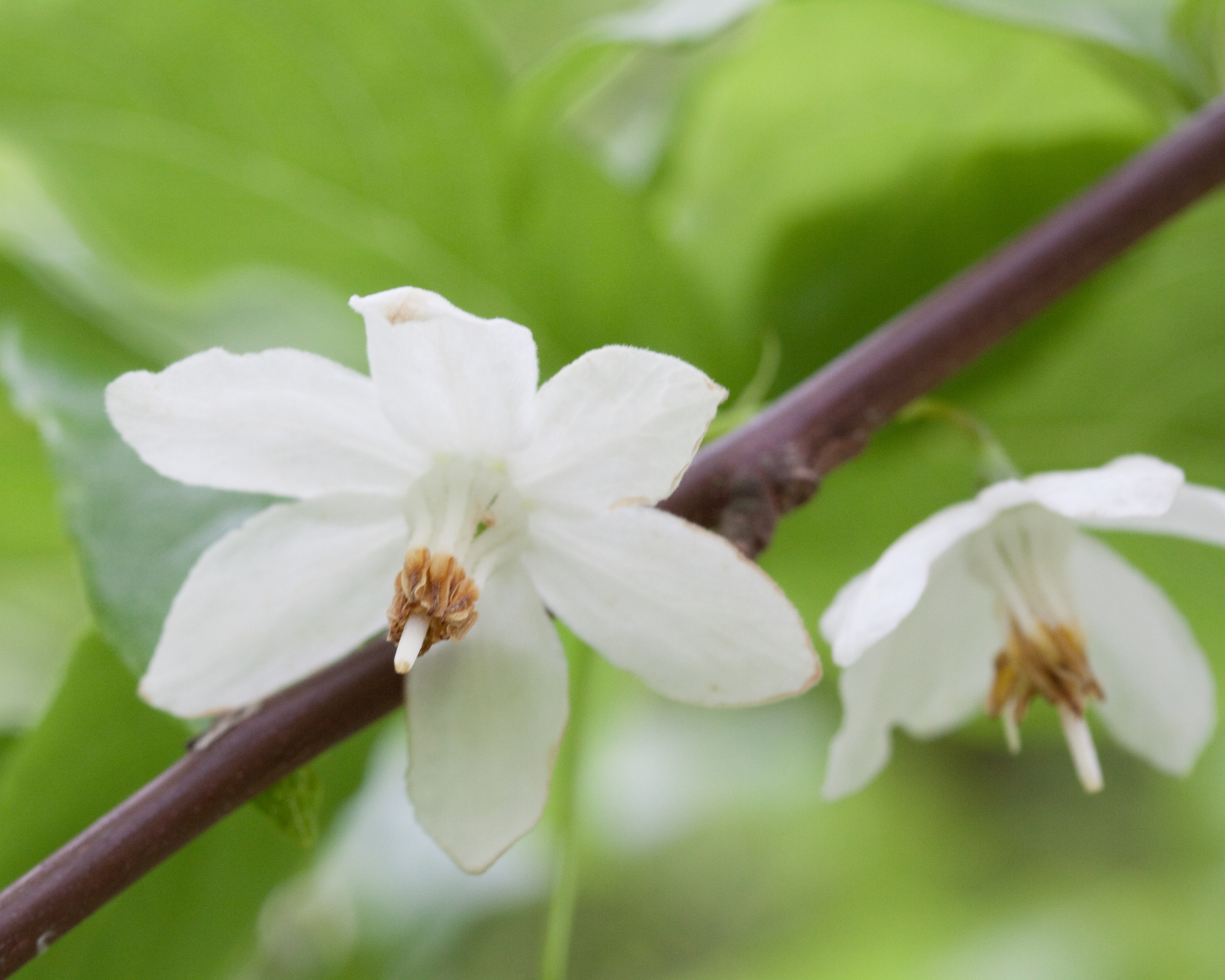
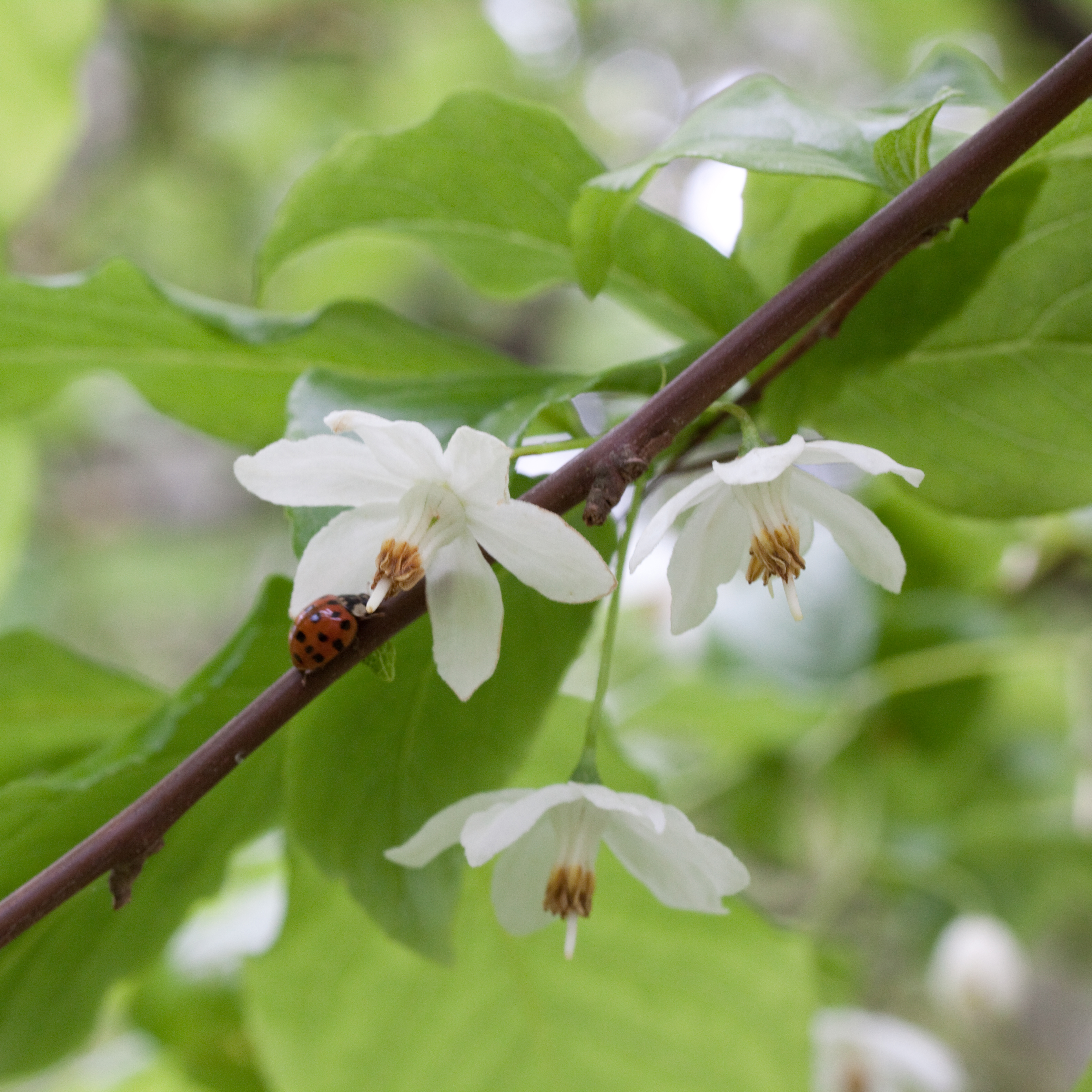
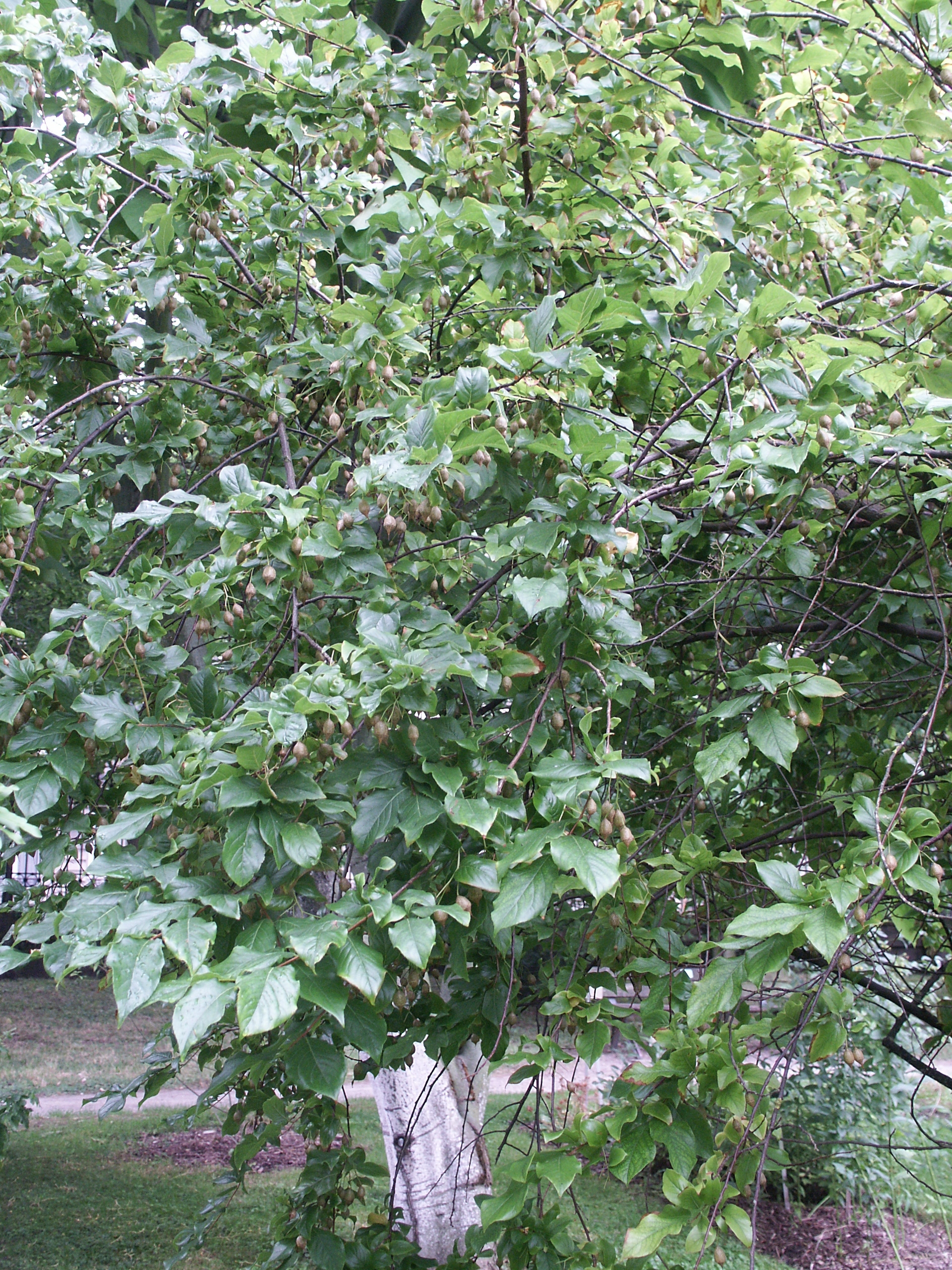
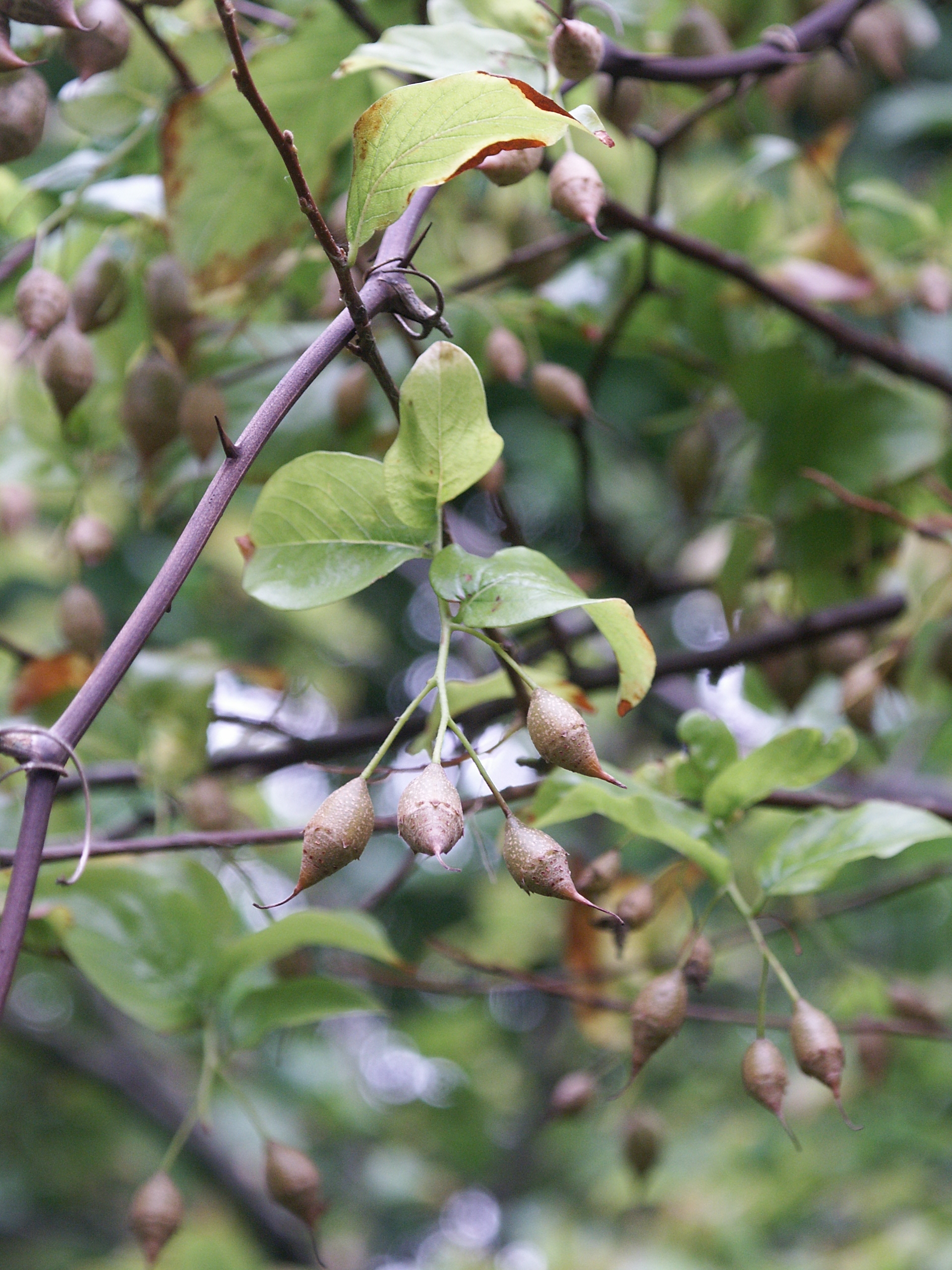
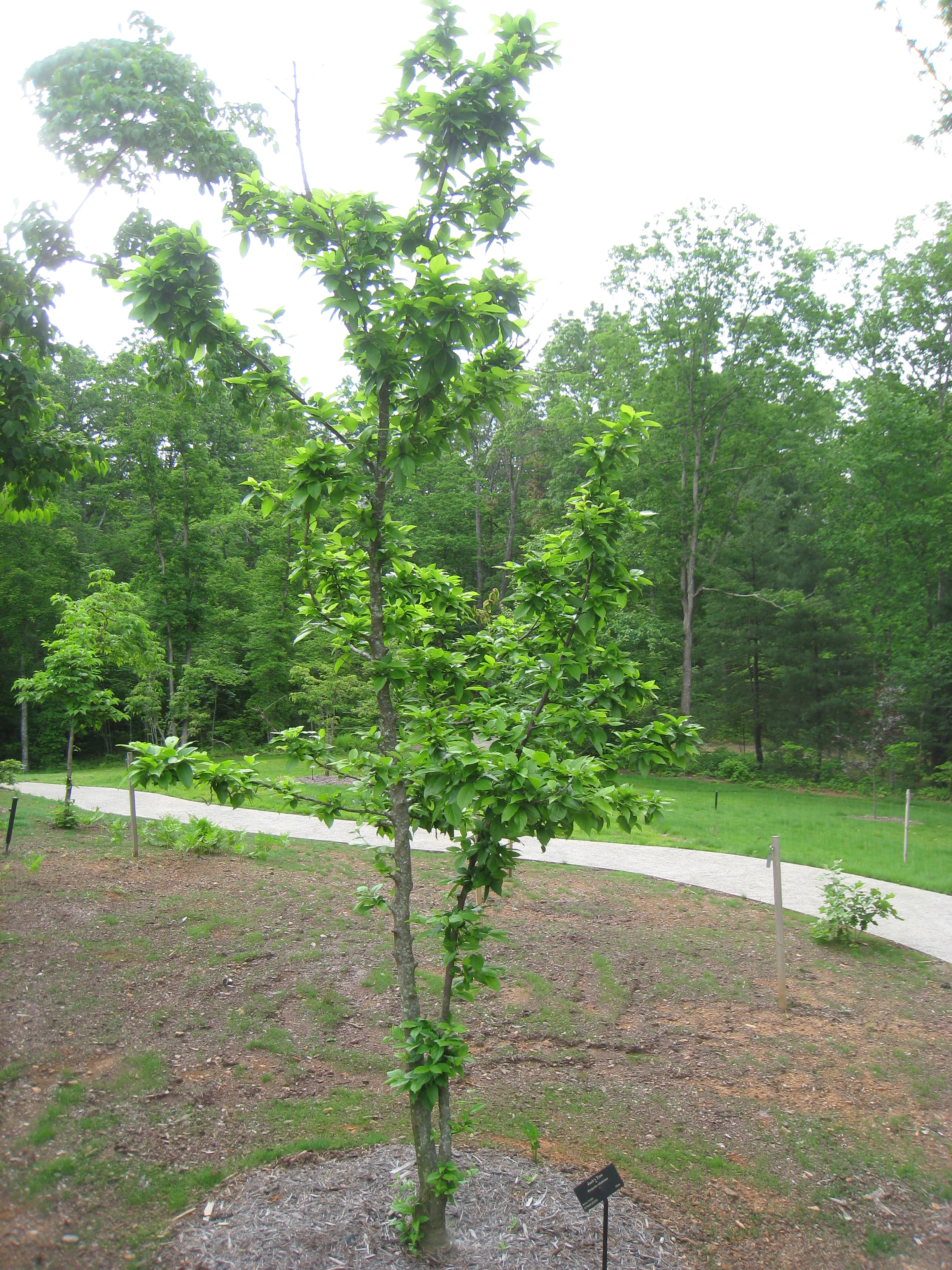
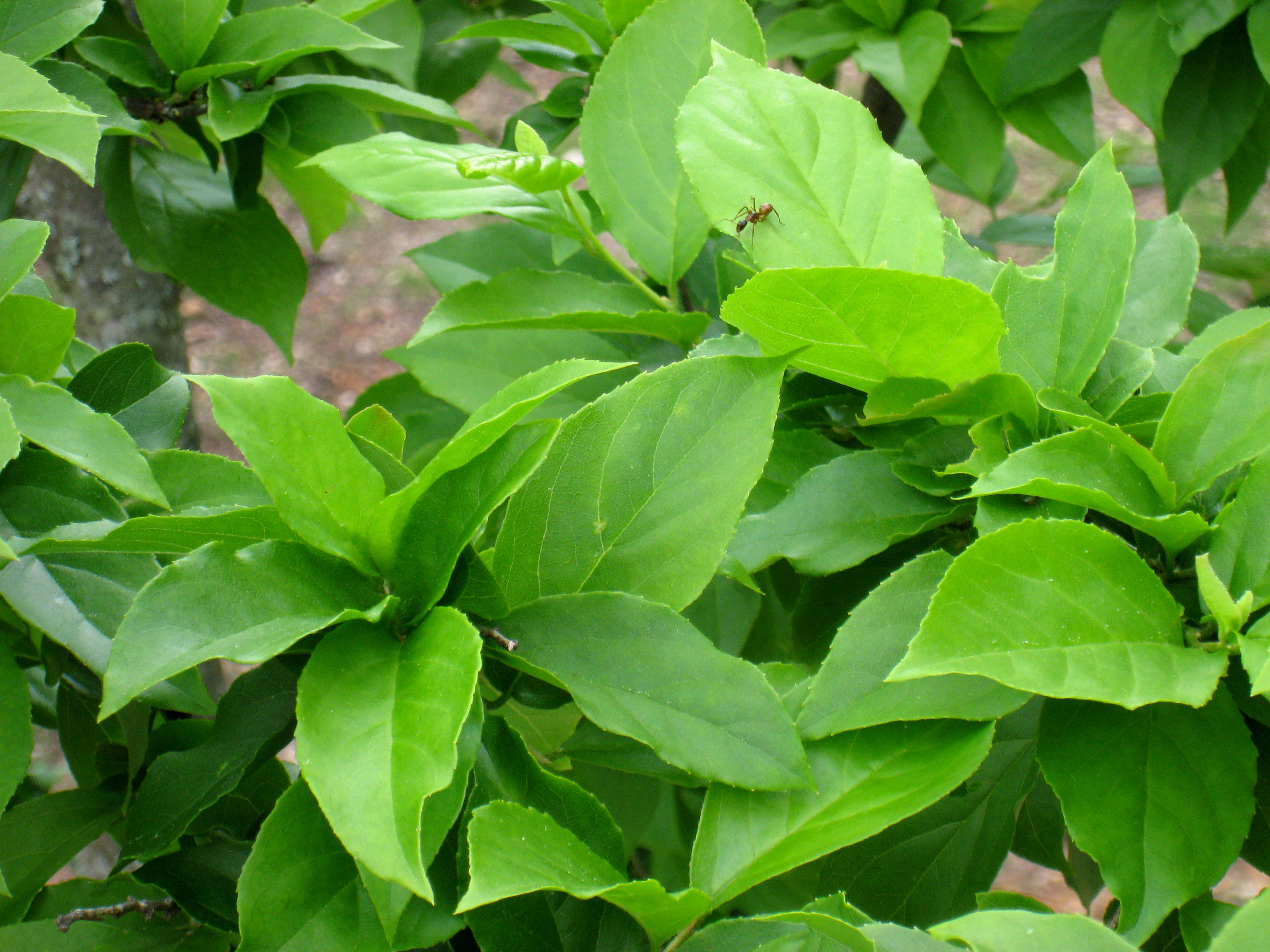